# Froschsperber
Der Froschsperber (Tachyspiza soloensis, Syn.: Accipiter soloensis) ist ein Greifvogel, der in Südostasien in Südostchina, Taiwan, Korea und Sibirien brütet und in Indonesien und auf den Philippinen überwintert.
Der Lebensraum umfasst hauptsächlich Wälder und Waldränder, aber auch Plantagen oder Reisfelder meist unterhalb von 1000, selten bis 1500 m Höhe.
Der Artzusatz bezieht sich auf den Fluss Solo auf Java.

## Merkmale
Dieser Vogel ist 25 bis 35 cm groß, das Männchen wiegt zwischen 106 und 140 g, das größere Weibchen zwischen 125 und 204 g, die Flügelspannweite beträgt 52 bis 62 cm. Dieser eher kleine Sperber hat lange Flügel, einen vergleichsweise kurzen Schwanz und einen kräftigen Schnabel und erinnert an den Schikrasperber (Tachyspiza badia), ist aber auf der Oberseite deutlicher schieferfarben und hat keine schwarze Schwanzbinde, die Kehle ist weiß mit dunkler Strichelung, die Unterseite und die Unterflügeldecken haben einen blassen rotbraunen Hauch, die Schwanzunterseite ist weißlich. Auf der Flügelunterseite finden sich weiße Flecken. Ähnlichkeit besteht auch mit dem Kurzfangsperber (Tachyspiza brevipes) und Fleckschwanzsperber (Tachyspiza trinotat), aber Muster und Färbung von Unterseite und Schwanz sind unterschiedlich.
Wachshaut, Beine und Füße sind hell orange-gelb, die Iris ist dunkelbraun bis dunkelrot beim Männchen mit dunkelgrauem Augenring.
Das Weibchen ist nur etwas größer, brauner gefiedert mit etwas deutlicherer Bänderung auf der Brust, die Flanken haben etwas Orange, die Augen sind blasser gelb.
Jungvögel sind oben dunkelbraun, der Scheitel mehr schieferfarben, manche haben auch einen deutlichen Kinnstreifen, die Iris ist gelb-grau bis zitronengelb, Wachshaut und Füße sind matt oder grünlich, die Unterseite hat deutliche Markierungen, die Flanken sind rotbraun gebändert.
Die Art ist monotypisch.

## Stimme
Der Ruf wird als nur während der Brutsaison zu hörendes scharfes „keee-keee-keee...“ beschrieben.

## Lebensweise
Die Nahrung besteht vermutlich hauptsächlich aus Fröschen, großen Insekten und Echsen, auch kleinen Vögeln, die in offenem Gelände von einem Ansitz aus oder im Gleitflug erbeutet werden. Im Winter werden gerne Zikaden verzehrt.
Die Brutzeit liegt im Juni in Korea, das Nest wird in einer Astgabel in 8 bis 12 m Höhe aus Zweigen errichtet und mit grünen Blättern ausgekleidet. Das Gelege besteht aus 3–4 Eiern, die von beiden Elternvögeln bebrütet werden.

## Gefährdungssituation
Die Art gilt als nicht gefährdet (Least Concern).